# Сюлейман Гьокче
Сюлейман Гьокче (на турски: Süleyman Gökçe) е турски дипломат, посланик на Турция в България (2013 – 2017) и Гватемала.

## Биография
Роден в Истанбул, Турция през 1967 г. Получава бакалавърска степен във Факултета по политически науки на Анкарския университет, специалност „Международни отношения“ (1989). Специализира в Оксфордския университет по програма по външна политика (2001). Завършва магистратура в Института за социални науки на Близкоизточния технически университет (2006).
През 1990 г. постъпва в Министерството на външните работи, където работи в отделите „Страни от Персийския залив и ОИС“, „Многостранни международни политически организации“, „Южна Азия, Далечен изток и Тихоокеански страни“ и „Южен Кавказ“.
Заема различни длъжности в посолствата в Рим (1993-1996), Кабул (1996-1997), Исламабад (1997-1998) и Лондон (2001-2004). Съветник е на старшия граждански представител на НАТО в Афганистан Хикмет Четин (2004-2005), политически съветник в мисията ISAF VII (2005) на Международните сили за поддържане на сигурността към НАТО (ISAF).
В периода 2007-2011 г. с рангове съветник и пълномощен министър изпълнява длъжността заместник-ръководител на мисията в посолството във Вашингтон.
Директор е на отдел „Административни и финансови въпроси“ в Министерството на външните работи през 2011-2013 г.
През 2013 г. е назначен за посланик на Република Турция в България. На 3 декември 2013 г. посланик Сюлейман Гьокче връчва акредитивните си писма на президента на Република България Росен Плевнелиев, с което официално встъпва в длъжност.
През март 2015 г. изнася публична лекция в Университета за национално и световно стопанство.
В края на юли 2017 г. е отзован от поста посланик в Република България (номинално остава на поста до 16 ноември с.г.) и е изпратен на дипломатическа мисия в Гватемала като посланик.
Съпругата му Дидем Ела Гьоркем Гьокче (Didem Ela Görkem Gökçe) също е с ранг посланик.